# 代廷
代廷是德国巴伐利亚州的一个市镇。总面积25.46平方公里，总人口792人，其中男性423人，女性369人（2011年12月31日），人口密度31人/平方公里。